# Macrozelima hervei
Macrozelima hervei är en tvåvingeart som först beskrevs av Tokuichi Shiraki 1930.  Macrozelima hervei ingår i släktet Macrozelima och familjen blomflugor. Inga underarter finns listade i Catalogue of Life.